# 大垣電機
大垣電機株式会社（おおがきでんき、英: OGAKI ELECTRIC MFG CO.,LTD.)は、岐阜県養老郡養老町に本社を置く電機メーカー。主に高圧開閉器、キュービクル式受電設備を製造販売している。

## 沿革
- 1946年（昭和21年）2月 - 株式会社大垣電機製作所として、大垣市で設立。
- 1965年（昭和40年）8月 - 各務原市に本社と工場を移転。
- 1967年（昭和42年）8月 - 愛知電機の関係会社となる。
- 1976年（昭和51年）8月 - 養老町に工場を建設。
- 1982年（昭和57年）3月 - 養老町に本社を移転。
- 1989年（平成元年）11月 - 現社名に変更。
- 2002年（平成14年）7月 - ISO9001 品質マネジメントシステム認証登録。
- 2006年（平成18年）8月 - ISO14001 環境マネジメントシステム認証登録。

## 主な製品
- 高圧開閉器
  - 過電流ロック形高圧気中開閉器（SOG）　佐助くんシリーズ
  - 屋内用高圧気中負荷開閉器（LBS）
  - 限流ヒューズ付高圧気中遮断器
  - コンデンサ用高圧自動真空開閉器（多頻度形）
  - 予備線切替用高圧自動真空開閉器（双投形）
- 高圧受電設備
  - 一般向けキュービクル式高圧受電盤
  - 認定・推奨品キュービクル式高圧受電盤
  - 国土交通省仕様キュービクル式高圧受電盤